# Resolution 212 des UN-Sicherheitsrates
Die Resolution 212 des UN-Sicherheitsrates ist eine Resolution, die der Sicherheitsrat der Vereinten Nationen in der 1243. Sitzung am 20. September 1965 beschloss. Sie beschäftigt sich mit dem Antrag der Malediven als Mitglied in die UN aufgenommen zu werden. Der Sicherheitsrat empfiehlt der Generalversammlung der UN, die Malediven aufzunehmen.

## Abstimmung
Die Resolution wurde einstimmig angenommen.

## Hintergrund
Während der 1950er und 1960er befand sich Großbritannien im Rückzug aus dem Raum östlich des Suezkanals. Am 26. Juli 1965 einigten sich Ibrahim Nasir Rannabandeyri Kilegefan, (Premierminister der Malediven) und Sir Michael Walker, britischer Botschafter als Vertreter ihrer Staatsoberhäupter darauf, das britische Protektorat über die Malediven zu beenden und diese in die Unabhängigkeit zu entlassen.